# 八木淳子
八木 淳子（やぎ じゅんこ、1975年8月9日 - ）は、日本の女性元プロレスラー、元総合格闘家。愛媛県松山市出身。

## 来歴
湊川女子高校から帝京大学に進み、女子柔道部創立と同時に入部。谷亮子は帝京柔道部の同期。大学卒業とともにLLPWに入門。
1998年
- 8月16日、後楽園ホールにおいて、対堀田祐美子、前川久美子組戦でデビュー。デビュー戦のパートナーは神取忍。

1999年
- 7月20日、LLPWを退団。

2000年
- NEO女子プロレスに入団。総合格闘技にも参戦。

2002年
- 4月7日、レスリングの「ジャパンクイーンズカップ2002」72kgに出場も、浜口京子、村島文子に連敗。
- 現在はプロレスラー、格闘家としての活動はしていない。

## 得意技
- チョークスリーパー

## 戦績
| 総合格闘技 戦績 | 総合格闘技 戦績 | 総合格闘技 戦績 | 総合格闘技 戦績 | 総合格闘技 戦績 | 総合格闘技 戦績 | 総合格闘技 戦績 |
| --------------- | --------------- | --------------- | --------------- | --------------- | --------------- | --------------- |
| 7 試合          | (T)KO           | 一本            | 判定            | その他          | 引き分け        | 無効試合        |
| 5 勝            | 1               | 4               | 0               | 0               | 0               | 0               |
| 2 敗            | 0               | 0               | 2               | 0               | 0               | 0               |

| 勝敗 | 対戦相手                   | 試合結果                 | 大会名                            | 開催年月日     |
| ○    | 小河真子                   | 1R 1:28 フロントチョーク | SMACKGIRL 〜Fighting Chance〜     | 2001年6月28日  |
| ○    | 森藤美樹                   | 1R 1:14 ネッククランク   | SMACKGIRL 〜Starting Over〜       | 2001年5月24日  |
| ×    | グンダレンコ・スベトラーナ | 5分3R終了 判定0-6        | ReMix GOLDEN GATE 2001            | 2001年5月3日   |
| ○    | タマラ・ルードゥ           | 1R 0:20 アームバー       | Smack Girl 〜Episode 0〜          | 2000年12月17日 |
| ×    | ベッキー・レビー           | 5分2R終了 判定0-3        | ReMix WORLD CUP 2000 【準々決勝】 | 2000年12月5日  |
| ○    | フロワ・ホルマン           | 2R 3:57 TKO（腕の負傷）  | ReMix WORLD CUP 2000 【1回戦】    | 2000年12月5日  |
| ○    | フロワ・ホルマン           | 1R 6:28 ギブアップ       | LLPW: ULTIMATE CHALLENGE '98 L-1  | 1998年10月10日 |